# Муж скорбей

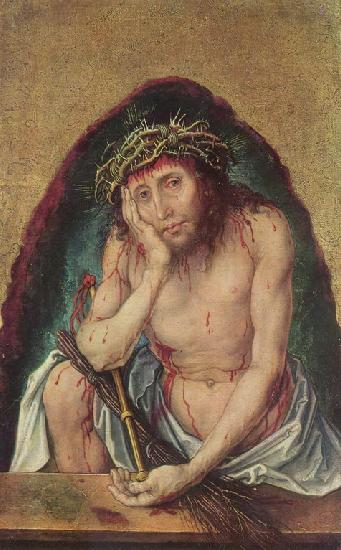
Картина Альбрехта Дюрера традиционно называется «Ecce homo», хотя имеет типичную иконографию «Мужа скорбей»

«Муж скорбей» (лат. Vir dolorum, ивр. אִישׁ מַכְאֹבוֹת, иш маховот‎) — эпитет Иисуса Христа, идущий из ветхозаветного предсказания о грядущем Мессии в 53-й главе «Книги Исайи».

Нет в нем ни вида, ни величия… который привлекал бы нас к Нему. Он был презрен и умален пред людьми, муж скорбей и изведавший болезни, и мы отвращали от Него лице своё; Он был презираем, и мы ни во что ставили Его. Но Он взял на Себя наши немощи и понес наши болезни; а мы думали, что Он был поражаем, наказуем и уничижен Богом. Но Он изъязвлен был за грехи наши и мучим за беззакония наши; наказание мира нашего было на Нем, и ранами Его мы исцелились.
— Ис. 53:1-3
Символический смысл данного образа — добровольное принятие Сыном Божьим человеческого облика со всеми его немощами, и символической роли жертвенного агнца.

## В искусстве

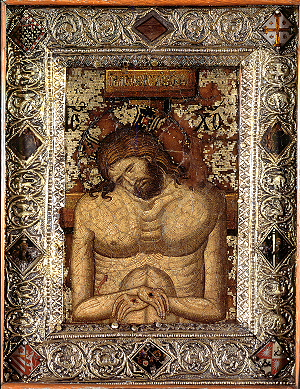
Копия византийской мозаичной иконы из Санта-Кроче-ин-Джерусалемме, повлиявшей на сложение католической иконографии «Мужа скорбей»

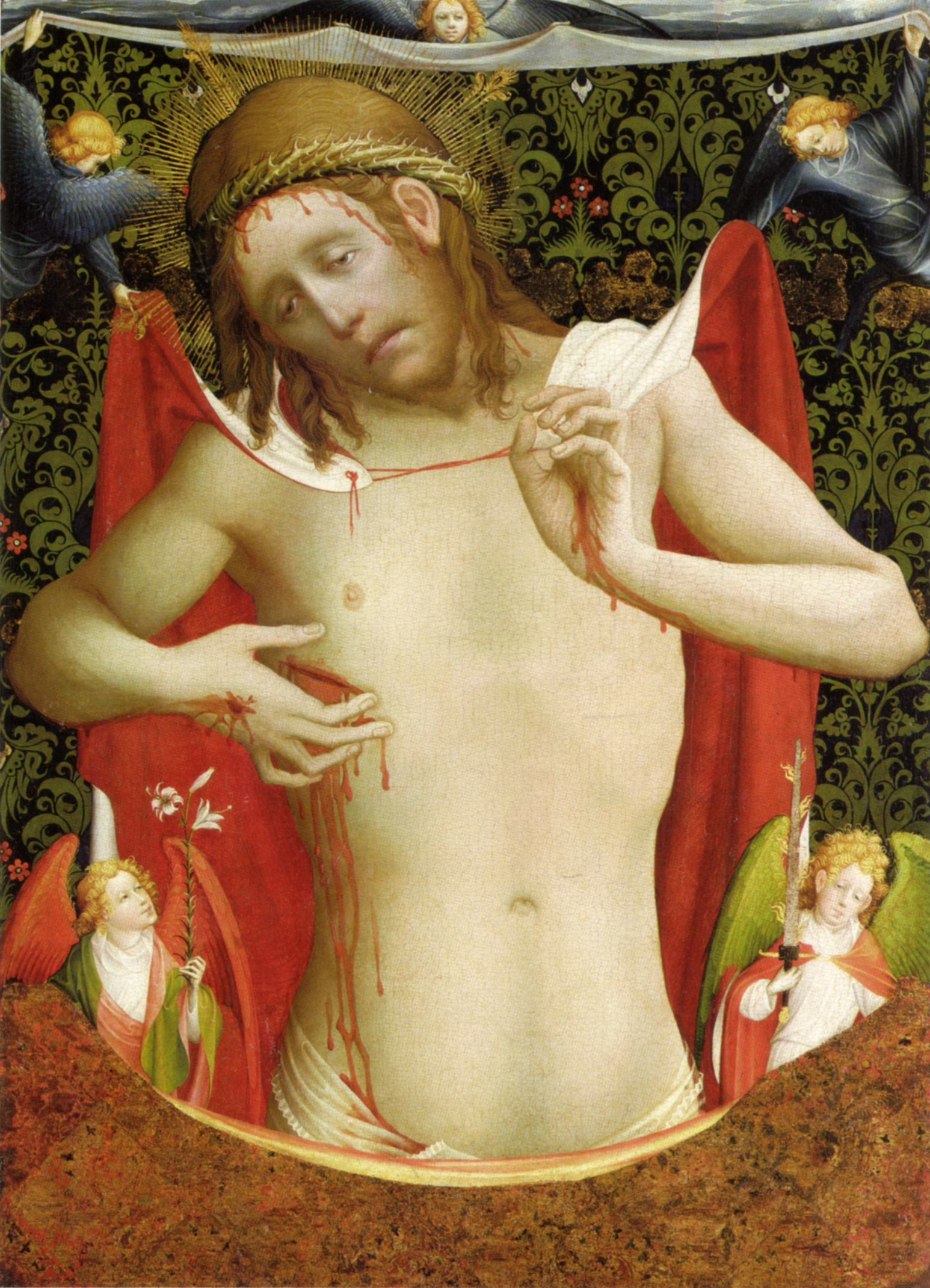
«Муж скорбей», Мастер Франке, Гамбургский кунстхалле

Иконографический тип Иисуса-Мужа скорбей (в западноевропейском искусстве) является изображением Христа в терновом венце, с кровавыми следами от бичевания и с орудиями Страстей. Тип часто совмещается с иконографией Ecce Homo, из которого, предположительно, развился. Но, в отличие от него, в «Муже скорбей» Иисус изображается в одиночестве (а не в сопровождении стражников), максимум — поддерживаемый ангелами. Кроме того, Ecce Homo является изображением фактического эпизода Страстей — предстояния Христа перед Пилатом и выдача его толпе, а «Муж скорбей» — абстрактная иллюстрация тщеты и страданий, испытываемых им.
Кроме того, раны Иисуса Христа в данном случае — это травмы, полученные им уже на кресте, включая следы от гвоздей и удара копья в подреберье, что характерно, например, для иконографии «Христа в темнице» в народной скульптуре России XVIII—XIX веков. Но при этом он изображен живым — но не воскресшим (одетым в свет, без ран). В Ecce Homo он также живой, но не имеет ран, поскольку это конкретный момент Страстей — Пилат показывает Христа народу перед осуждением его на смерть.

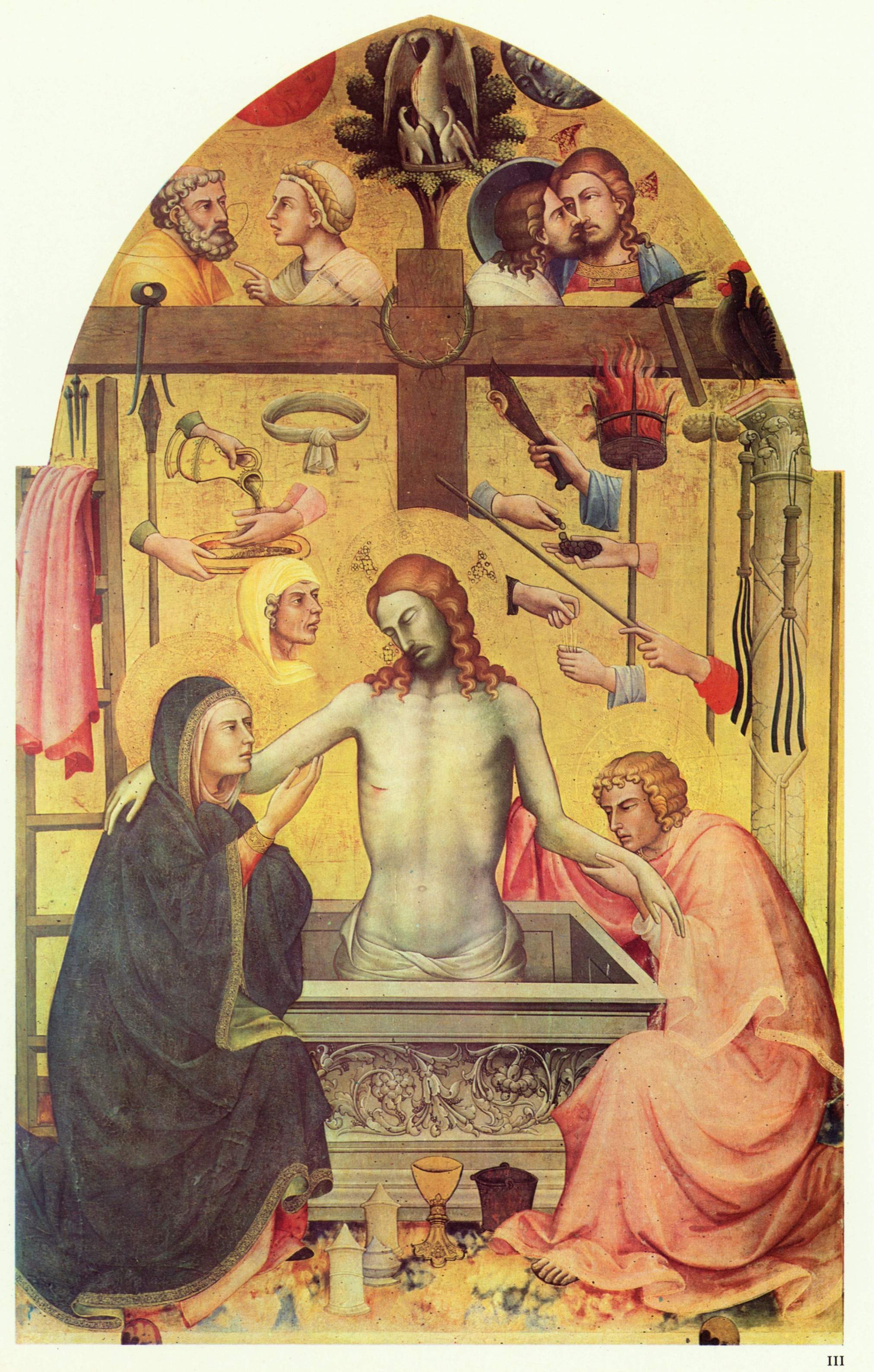
Лоренцо Монако, «Пьета», 1404

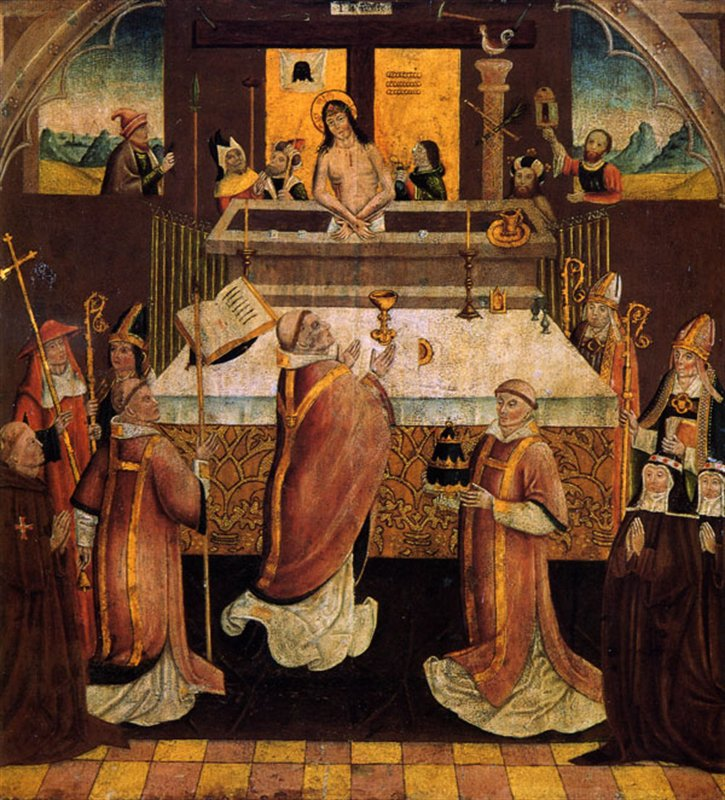
Месса святого Григория

На некоторых ранних работах встречаются гроб и пещера, как атрибуты его смерти и погребения. Кроме того, в Ecce Homo Христос изображается терпящим страдания от толпы, а в «Муже скорбей» — скорбящим за все человечество (поэтому часто ему придается задумчивая поза, подпирающая щеку рукой).
Этот тип изображения появился в XII в. в Византии в качестве Akra Tapeinosis («Христос во гробе»), получив в католических странах несколько иное толкование — поскольку в Византии Христос изображался все-таки мертвым. К нач. XIV в. благодаря распространению христианской мистики перебрался в Европу, преимущественно в немецкоговорящие регионы.
Даниэль Арасс в своей книге «Деталь в живописи» указывает, что этот образ мог использоваться как вариант изображения Arma Christi: Христос, мертвый, стоящий, обычно по пояс, с отчетливо зримыми ранами, в окружении многочисленных Орудий Страстей. В изображениях этого типа существует множество расхождений. «Данный тип изображения устанавливается незадолго до XV века и имеет двоякое происхождение. Икона, привезенная в Рим с Востока (ок. 1300, мозаичная икона, Санта-Кроче-ин-Джерусалемме), породила легенду, призванную утвердить её славу как чудотворной, а легенда в свою очередь породила изображение, связанное с ней. (…) Тип изображения мёртвого Христа в окружении деталей, символизирующих Страсти, сам становится деталью уже более важного повествовательного сюжета, а именно эпизода из мессы св. Григория, во время которой, по преданию, Христос, окруженный символами страстей, явился в видении папе римскому, совершавшему богослужения. (…) Распространение легенды и связанного с ней живописного изображения (полного или фрагментарного) с самого начала поощрялось Римской церковью в связи с тем, что явление живого-мертвого Христа св. Григорию мистически подтверждало реальность пресуществления в таинстве святой мессы. Именем Рима такой образ на много лет обеспечивал отпущение грехов тому из верующих, кто будет созерцать его с соответствующим благоговением». В дальнейшем тип изображения сойдет на нет, и сменится «Пьетой», иконография которого разовьется из этого корня.

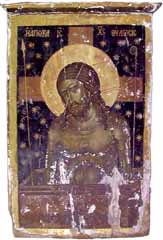
Православная икона «Христос во гробе» в иконографии «Страстотерпец» («Муж скорби»)
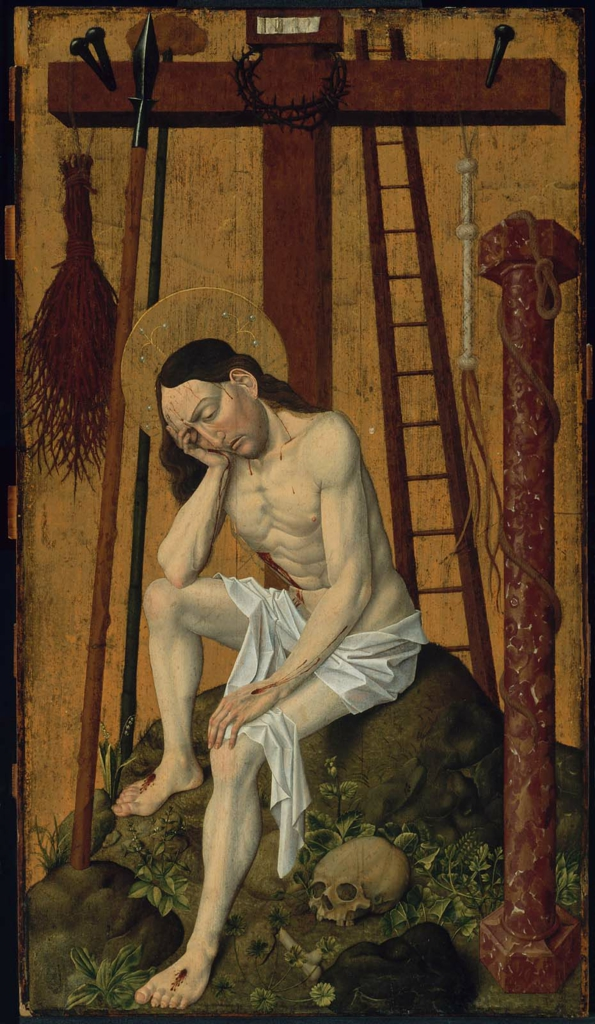
Картина Эльзасского Мастера
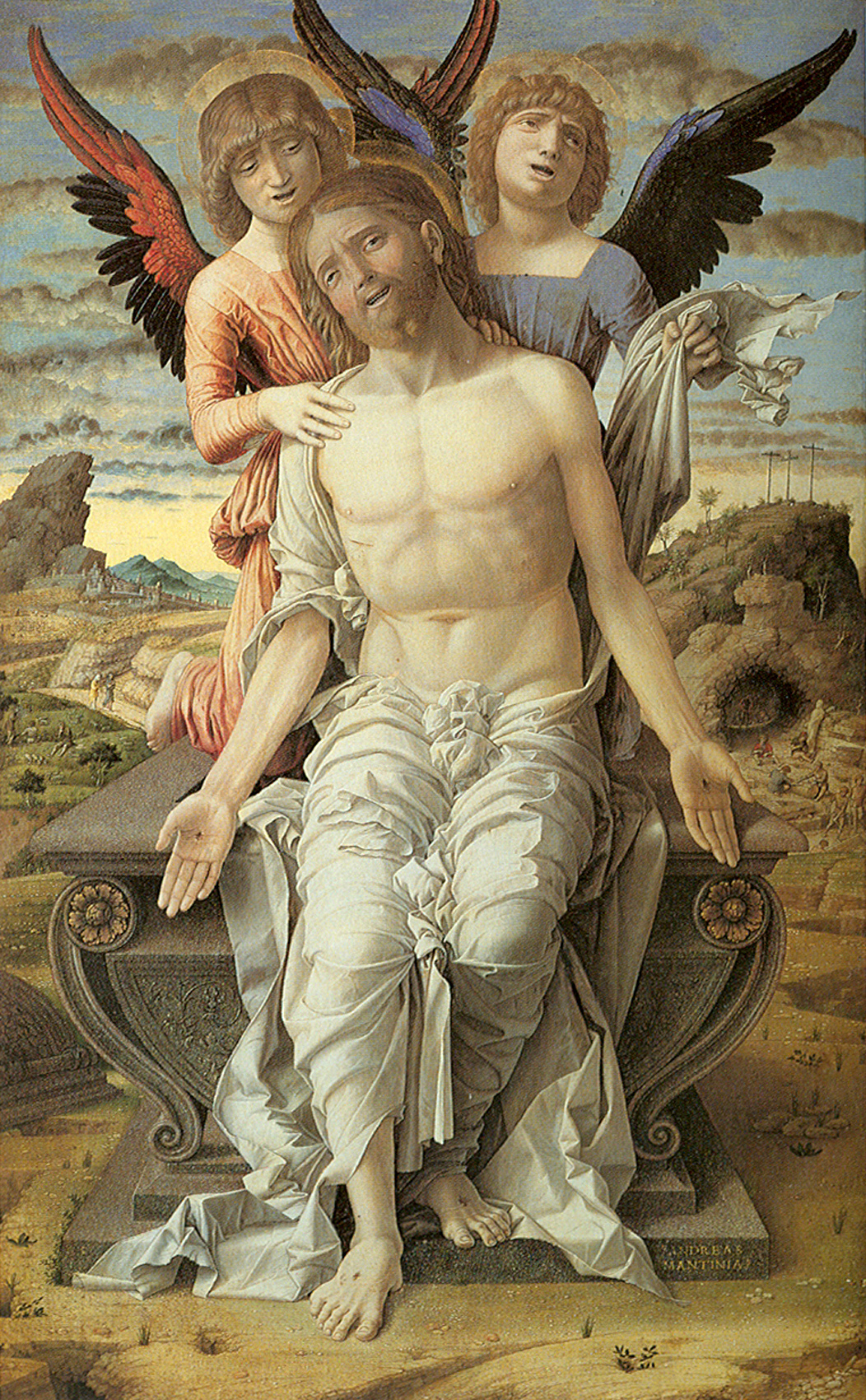
Картина Мантеньи
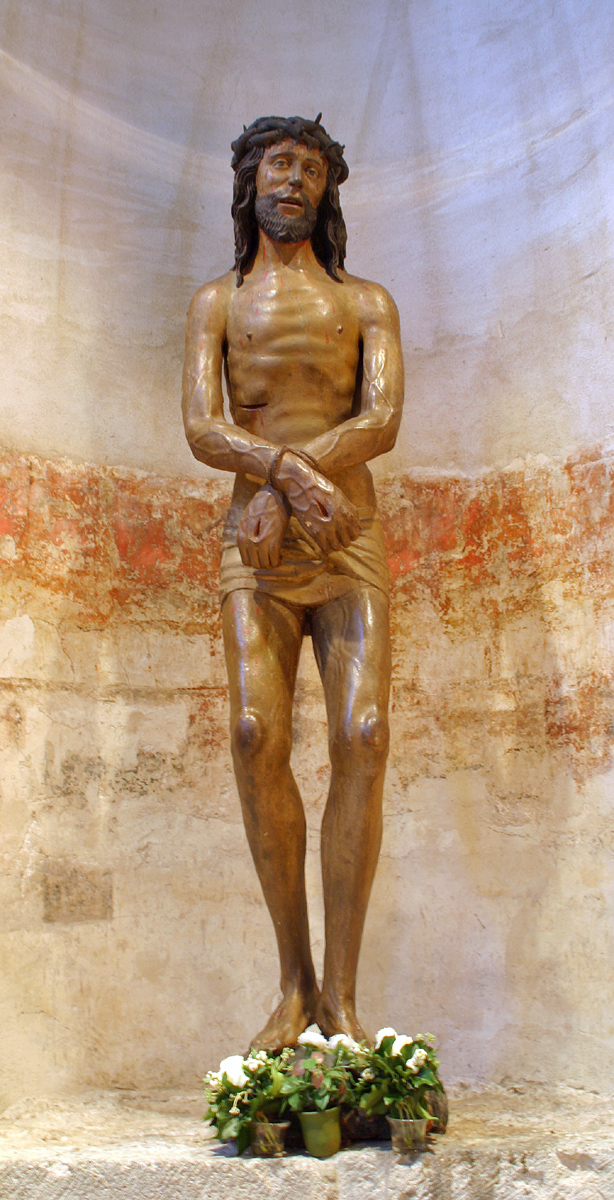
Статуя в соборе св.Мартина, Кёльн